# 1-بنتانول
1-بنتانول هو كحول به خمس ذرات كربون والصيغة الجزيئية C5H11OH. والبنتانول-1 سائل عديم اللون ذو رائحة مميزة. إنه شكل السلسلة المفتوحة لكحول الأميل ، وهو واحد من 8 أيزومرات بهذه الصيغة.